# USS Pulaski (1854)
USS Pulaski – parowiec bocznokołowym o wyporności 401 ton/395 ton długich. Nosił nazwę pochodzącą od Kazimierza Pułaskiego. Po zbudowaniu dla komercyjnych właścicieli w 1854 nosił nazwę „Metacomet”, był w służbie US Navy w latach 1858–1863 jako USS „Pulaski”, po czym został sprzedany.
„Metacomet” został zbudowany w Nowym Jorku. Był wyczarterowany przez marynarkę w 1858 dla celów ekspedycji do Paragwaju. Miesięczna opłata wynosiła 3500 dolarów z opcją kupna za 50000 dolarów. W czasie ekspedycji był dowodzony przez porucznika Williama H. Macomba. W marcu 1859 został uznany za jednostkę, która nie może wyjść na morze i która nie dopłynie do Stanów Zjednoczonych.
Następnie zakupiony i przemianowany na USS „Pulaski”. Operował na wodach Ameryki Południowej od początku 1859 do 22 stycznia 1863, gdy został wycofany ze służby i sprzedany na aukcji w Montevideo. W pierwszych miesiącach 1865 został zakupiony przez Paragwaj. Do około 1870 operował na Río de la Plata jako jednostka cywilna.